# Jesús Alberto Moreno
Jesús Alberto Moreno Salas (Zamora, Michoacán, México; 3 de mayo de 1990) es un futbolista mexicano. Juega como delantero y su equipo actual es el Deportivo Mixco de la liga nacional Guatemalteca.

## Trayectoria
Debutó con San Luis el 30 de julio de 2011 ante Tecos de la UAG, en la 2° fecha del Torneo Apertura 2011 de la Primera División de México. Luego pasó a jugar con Unión de Curtidores en la Segunda División de México. Previo al Torneo Apertura 2013 de la Liga de Ascenso de México, se confirma su llegada a los Alebrijes de Oaxaca.
Fue campeón de goleo en la Copa MX igualando con el volante paraguayo de los Pumas de la UNAM, Silvio Torales. Moreno anotó 5 dianas, en seis encuentros de la fase de grupos del certamen copero. marcó un triplete a Jaguares de Chiapas en la tercera fecha, un tanto a Pumas de la UNAM en la vuelta de la llave 1 y en la última jornada anotó ante Cafetaleros de Tapachula para concretar la quinteta de anotaciones y así compartir la cima con el guaraní Silvio Torales.

### América
El 16 de diciembre de 2015 se llevó a cabo el draft de la Liga MX, donde Jesús Alberto Moreno es anunciado como nuevo fichaje del Club América.
La oportunidad le llega, al volver a jugar en primera, jugando por primera vez de titular, el sábado 27 de febrero de 2016, contra los Tigres de la UANL, anotando el primer gol del partido y saliendo de cambio al minuto 75.

### Tampico Madero
Después de su breve paso por el Club América llegó a mediados del mes de noviembre en calidad de préstamo como refuerzo del Torneo Clausura 2017.

### Correcaminos UAT
En diciembre de 2017, se confirma su traspaso del Tampico Madero a los Correcaminos UAT, archirrival del Tampico. Este traspaso causó el descontento de los aficionados celestes.

## Clubes
| Club                | País      | Año         |
| ------------------- | --------- | ----------- |
| Club San Luis       | México    | 2011 - 2012 |
| Unión de Curtidores | México    | 2012 - 2013 |
| Alebrijes de Oaxaca | México    | 2013 - 2015 |
| Club América        | México    | 2015 - 2016 |
| Tampico Madero FC   | México    | 2017        |
| Correcaminos UAT    | México    | 2017-2018   |
| Deportivo Mixco     | Guatemala | 2019        |

## Palmarés

### Campeonatos internacionales
| Título                  | Club    | Lugar  | Año  |
| ----------------------- | ------- | ------ | ---- |
| Liga Campeones CONCACAF | América | México | 2016 |

### Distinciones individuales
| Distinción               | Año  |
| ------------------------ | ---- |
| Campeón de Goleo Copa MX | 2015 |